# Élections législatives maliennes de 1964
Les élections législatives maliennes de 1964 se déroulent le 12 juin 1964 afin de renouveler les 80 membres de l'Assemblée nationale du Mali. Il s'agit des premières législatives organisée depuis l'indépendance du pays le 20 juin 1960 et de la dissolution de la Fédération du Mali le 22 septembre suivant. À la suite d'un changement constitutionnel ayant aboli le multipartisme et instauré un régime à parti unique sous l'égide de l'Union soudanaise-Rassemblement démocratique africain, cette dernière remporte l'intégralité des sièges. Le multipartisme ne sera rétabli au Mali que 28 ans plus tard lors des élections législatives de 1992.

## Résultats
|                           |                                                      |           |       |        |               |  |  |  |  |
| Parti                     | Parti                                                | Votes     | %     | Sièges | +/–           |  |  |  |  |
|                           | Union soudanaise-Rassemblement démocratique africain | 2 154 711 | 100   | 80     | en stagnation |  |  |  |  |
|                           |                                                      |           |       |        |               |  |  |  |  |
| Suffrages exprimés        | Suffrages exprimés                                   | 2 154 711 | 99,90 |        |               |  |  |  |  |
| Votes blancs et invalides | Votes blancs et invalides                            | 2 185     | 0,10  |        |               |  |  |  |  |
| Total                     | Total                                                | 2 156 896 | 100   | 80     | en stagnation |  |  |  |  |
| Abstentions               | Abstentions                                          | 268 800   | 11,08 |        |               |  |  |  |  |
| Inscrits / participation  | Inscrits / participation                             | 2 425 696 | 88,92 |        |               |  |  |  |  |